# Nowodziel
Nowodziel [nɔˈvɔd͡ʑel] est un village polonais de la gmina de Kuźnica dans le powiat de Sokółka et dans la voïvodie de Podlachie. Il se situe à environ 6 kilomètres au sud de Kuźnica, à 14 kilomètres au nord-est de Sokółka et à 52 kilomètres au nord-est de Białystok. 